# ماسک غواصی
ماسک غواصی (به انگلیسی: Diving mask) یکی از تجهیزات غواصی است. که به غواصان ،غواصان آزاد و غواصان سطحی اجازه می‌دهد که در زیر آب دید واضحی داشته باشند.
هنگامی که سطح چشم انسان به‌طور مستقیم به جای هوا (محیط طبیعی اش) با آب در تماس است نور با زاویه متفاوتی به چشم انسان بازتاب می‌کند به طوری که او قادر به متمرکز کردن نور نمی‌باشد از این جهت با استفاده از ماسک غواصی و ایجاد یک لایه هوا (فاصله) نور به صورت عادی به چشم می‌تابد و انسان می‌تواند دوباره میدان دید متمرکز داشته باشد.

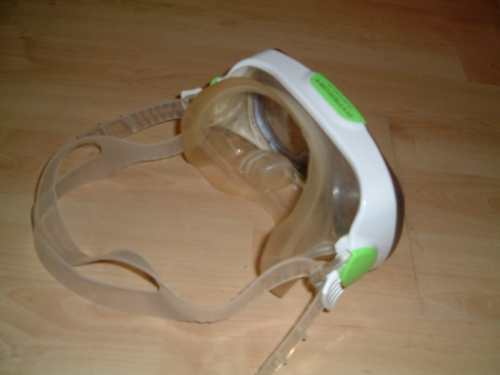
ماسک غواصی با بند محافظ

## ساختار
ماسک غواصی ممکن است دارای یک شیشه نشکن که جلوی چشم‌ها قرار می‌گیرد و قاب پلاستیکی یا سیلیکونی که برای جلوگیری از ورود آب به داخل آن پرس شده‌است باشد.
بعضی از ماسک‌ها ممکن است دارای لنز باشند و به دارنده اجازه می‌دهند که لنز را بر اساس نسخهٔ پزشک تنظیم کنند. در هنگام غواصی آزاد که در آب‌های عمیق باتغییر فشار همراه است ممکن است لنزها از جنس پلاستیک پلی کربنات باشند.
همهٔ ماسک‌ها برای ثابت ماندن در جایگاه خود دارای بند الاستیکی هستند.

ماسک‌های غواصی که در آب‌های عمیق استفاده می‌شوند باید طوری ساخته شوند که اجازهٔ خروج هوا را از بینی بدهند و در عمق زیاد به علت فشار به ازای هر ده متر در آب فشرده نشوند.

## انواع ماسک غواصی

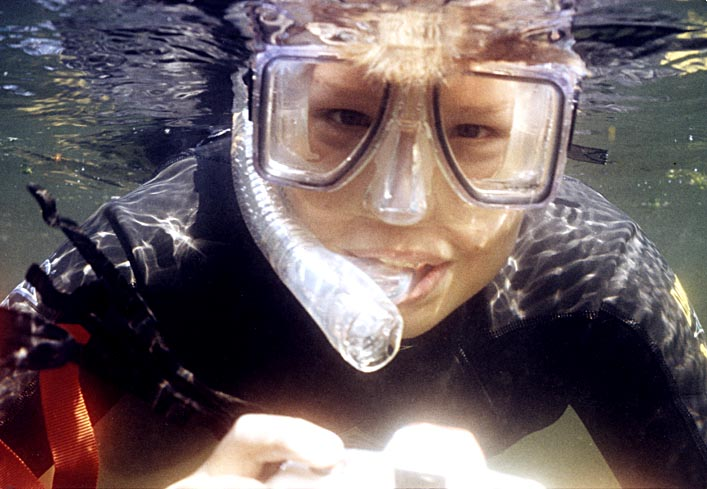
ماسک غواصی سیلیکونی
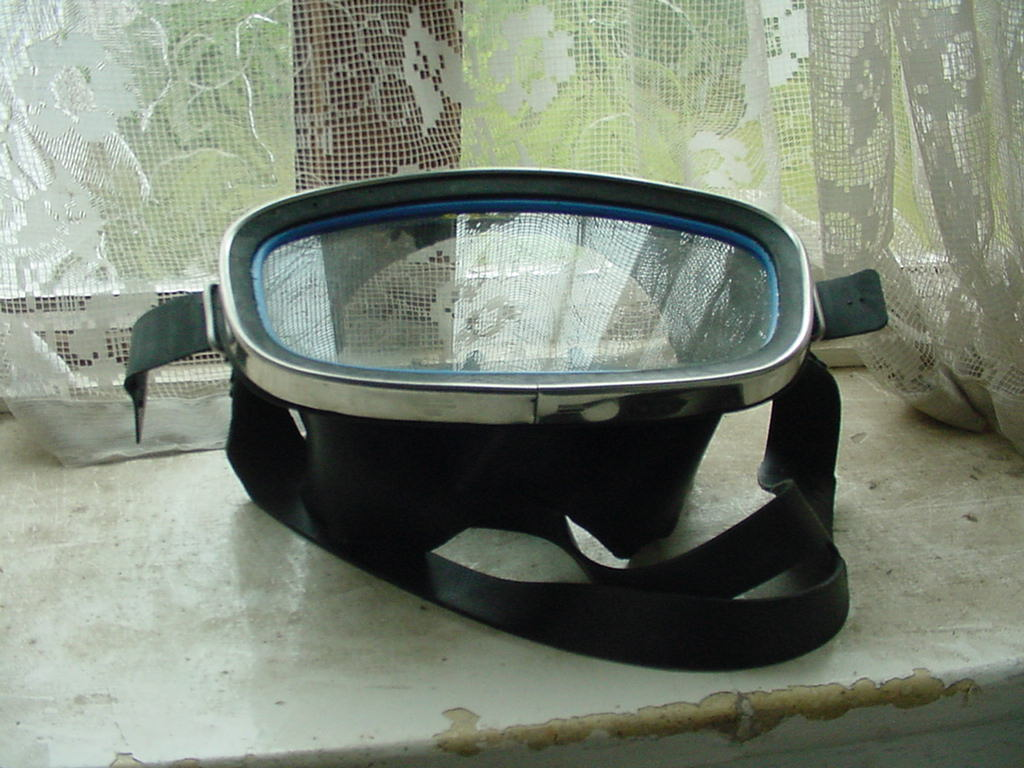
ماسک غواصی با شیشه بزرگ
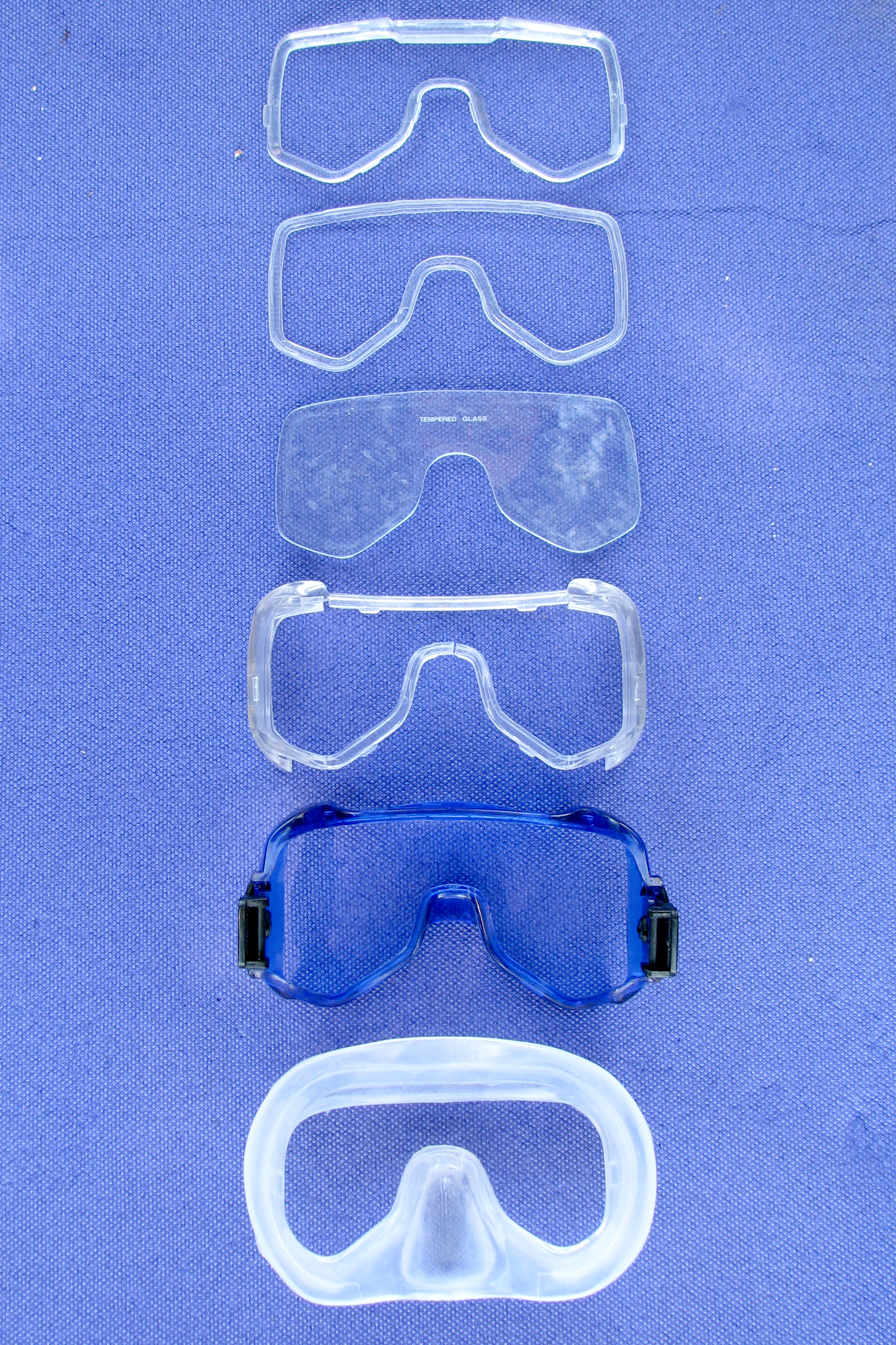
قسمت‌های جدا شده ماسک غواصی
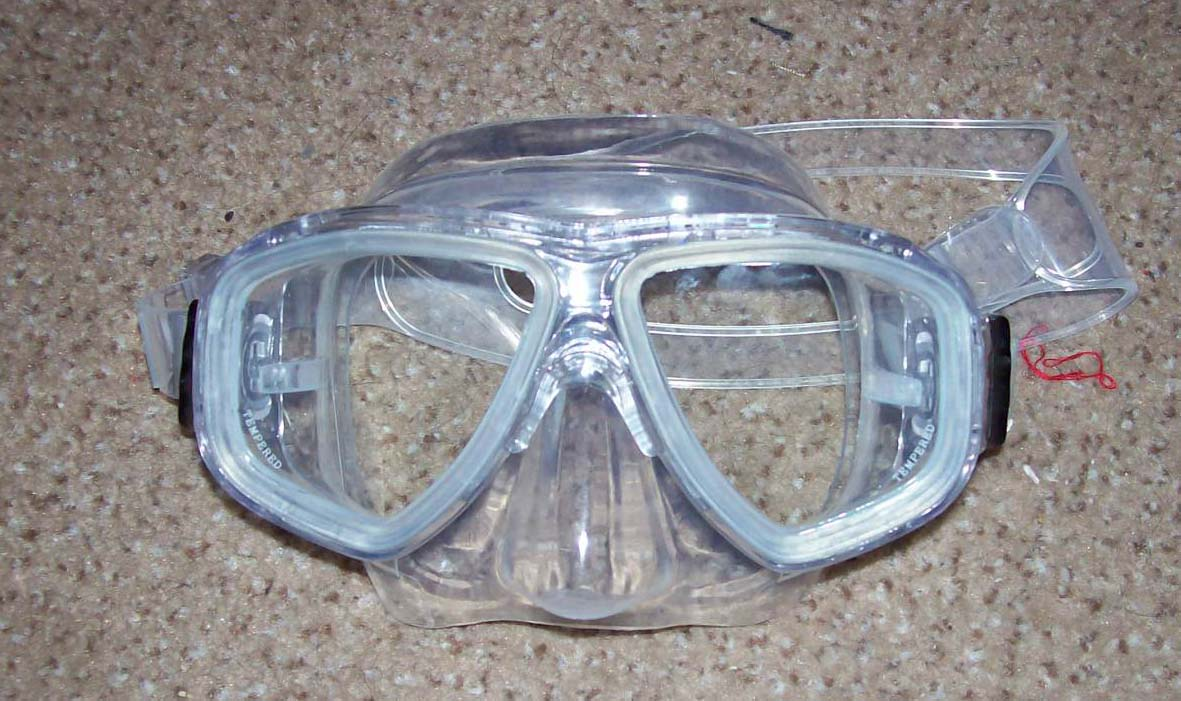
ماسک دو جداره بدون دریچه پاکسازی